# Cerkiew św. Zofii we Lwowie
Cerkiew św. Zofii we Lwowie, dawniej kościół św. Zofii we Lwowie – jest położony przy ul. Iwana Franki 121 a (ukr. Івана Франка 121 а; przed 1945 - św. Zofii).

## Historia
W 1574 Zofia Hanelowa, małżonka lwowskiego patrycjusza Stanisława Hanela ufundowała na południowym skraju przedmieścia Lwowa, na Halickiem, niewielki, drewniany kościół pod wezwaniem św. Zofii. Miejsce, w którym wzniesiono świątynię, nazwane zostało później Zofiówką. Kościół został uposażony przez fundatorkę dwoma łanami ziemi. W latach 1595–1614 ze środków tej samej fundacji wzniesiono nowy, murowany kościół. Uposażeniem zarządzało miasto, zobowiązane do wypłacania co roku 100 florenów na utrzymanie prepozyta.
W XVII wieku kościół podupadł a w 1672 spłonął w wyniku oblężenia miasta przez wojska tureckie.
W 1765 został odbudowany w stylu barokowym, jako skromna, jednonawowa świątynia.
W 1789 okoliczne grunty nabyli Jan i Apolonia Łukiewiczowie i ofiarowali sumę ponad 1000 guldenów na restaurację świątyni. Z ich woli kościół został przekazany w 1817 Siostrom Miłosierdzia z kościoła i klasztoru św. Kazimierza.
Tuż przed wybuchem pierwszej wojny światowej świątynia uzyskała prawo do sprawowania w niej Najświętszej Ofiary. Odprawiano w niej też nabożeństwa majowe. Opiekę duszpasterską sprawowali księża misjonarze. W okresie międzywojennym kościół św. Zofii był kościołem parafialnym.
Po 1945 został, podobnie jak większość lwowskich świątyń, zamknięty.
W 1993, po uzyskaniu przez Ukrainę niepodległości, nieczynny kościół przekazano wiernym obrządku bizantyjsko-ukraińskiego; wezwanie kościoła pozostało to samo.